# Cardiff Arms Park
El Cardiff Arms Park fue un estadio de rugby y fútbol localizado en la ciudad de Cardiff, Gales. Se demolió en 1997 para construir el actual Estadio del Milenio.
Fue la sede de la Selección de rugby de Gales desde 1964 y de la Selección de fútbol de Gales desde 1989. Era el mayor estadio del país hasta su demolición y albergó algunos de los mayores acontecimientos deportivos que vivieron los galeses, como los Juegos de la Mancomunidad de 1958 y la Copa Mundial de Rugby de 1991.

## Historia
Originalmente en el terreno del estadio existía una cancha de críquet y otra de rugby. En 1881 se decidió que en el terreno serían construidas tribunas para el campo rugby (que ya se había convertido en el deporte más popular del país), siendo inaugurado ese mismo año. En 1912 comenzó una serie de ampliaciones; 1934 y 1956.
En 1984 se remodeló el ya descuidado y antiguo estadio, bajando su capacidad de 65 000 personas a 53 000 lo que lo volvió menos práctico. En los años 1990 se empezó a considerar su demolición.

### Copa Mundial de Rugby de 1991
Fue una de las sedes de la Copa del Mundo de Rugby de Inglaterra 1991. Albergó los tres partidos de Gales en fase de grupos y el partido por el tercer puesto entre los All Blacks y el XV del Cardo.

### Copa Mundial de Rugby de 1999
Gales ganó la elección como sede de la Copa Mundial de Rugby de 1999, para esto se había comprometido a construir el Estadio del Milenio: nuevo, más moderno y con mayor capacidad que su Cardiff Arms Park. Así se demolió el antiguo estadio en 1997.

## Conciertos
Durante su historia grandes artistas tocaron el él, como U2 en 1987 y 1993, Michael Jackson en 1988 y 1992, The Rolling Stones en 1990, Dire Straits en 1992, Bon Jovi en 1995 y finalmente Tina Turner en 1996.